# 2023年世界水泳選手権ベナン選手団
2023年世界水泳選手権ベナン選手団は、2023年7月14日から7月30日まで日本の福岡で開催された第20回世界水泳選手権のベナン選手団、およびその競技結果。

## 選手団
- 人員: 選手 2人

## 選手名簿・結果
| 選手             | 種目           | 予選   | 予選 | 準決勝   | 準決勝   | 決勝     | 決勝     |
| 選手             | 種目           | 結果   | 順位 | 結果     | 順位     | 結果     | 順位     |
| ---------------- | -------------- | ------ | ---- | -------- | -------- | -------- | -------- |
| マーク・ダンス   | 男子50m自由形  | 25秒16 | 89位 | 予選敗退 | 予選敗退 | 予選敗退 | 予選敗退 |
| マーク・ダンス   | 男子100m自由形 | 55秒43 | 99位 | 予選敗退 | 予選敗退 | 予選敗退 | 予選敗退 |
| ナフィーサ・ラジ | 女子50m自由形  | 29秒81 | 80位 | 予選敗退 | 予選敗退 | 予選敗退 | 予選敗退 |
| ナフィーサ・ラジ | 女子50m背泳ぎ  | 35秒40 | 59位 | 予選敗退 | 予選敗退 | 予選敗退 | 予選敗退 |